# Bahne Bonniksen
Bahne Bonniksen (né le 25 octobre 1859 au Danemark et mort le 5 mars 1935 à Royal Leamington Spa) est un horloger et inventeur danois.
Installé en Angleterre (Londres puis Coventry), il est, en 1892, l'inventeur du carrousel, un dispositif semblable au tourbillon inventé par l'horloger français Abraham Breguet en 1801, mais à rotation plus lente, ce qui est une innovation majeure pour l'horlogerie.